# معادله پیوستگی
معادلهٔ پیوستگی یک معادله در فیزیک است که جابجایی یک کمیت پایسته را توصیف می‌کند. از آنجایی که جرم، انرژی، تکانه، بار الکتریکی و دیگر کمیت‌های طبیعی دیگر در شرایط مناسب مربوط به خودشان پایسته هستند، تعداد زیادی از پدیده‌های فیزیکی را می‌توان توسط معادله‌های پیوستگی توصیف کرد.
معادلات پیوستگی حالتی محکم‌تر و محلی از قانون پایستگی هستند. برای نمونه مطابق پایستگی انرژی، «مجموع انرژی موجود در جهان پایسته است». اما این عبارت برای اینکه بتوان بلافاصله نتیجه گرفت که انرژی نمی‌تواند از روی زمین ناپدید و همزمان در کهکشان دیگری پدیدار شود، کافی نیست. حالت قوی‌تر این توصیف این است که بگوییم انرژی در محل پایسته است، یعنی انرژی نمی‌تواند ایجاد یا نابود شود و نه می‌تواند از جایی به جای دیگر دورنوردی کند و تنها قادر است با یک جریان پیوسته جابجا شود. معادلهٔ پیوستگی یک روش ریاضی برای بیان این موضوع است.
معادلات پیوستگی کلی‌تر می‌توانند دارای جمله‌های «چاهک» و «چشمه» باشند. برای نمونه در مورد تعداد انسان‌های زنده یک معادلهٔ پیوستگی وجود دارد که دارای یک جملهٔ چشمه برای به شمار آوردن  انسان‌هایی که به دنیا می‌آیند و یک جملهٔ چاهک برای به شمار آوردن انسان‌هایی که می‌میرند است.
هر معادلهٔ پیوستگی‌ای را می‌توان به شکل انتگرالی بیان نمود (به صورت یک انتگرال شار)، که در مورد هر منطقهٔ متناهی‌ای صادق خواهد بود. همچنین شکل دیفرانسیلی آن نیز (با استفاده از عملگر دیورژانس) را می‌توان برای حالت‌های نقطه‌ای به کار برد.
معادلات پیوستگی زمینه‌ساز معادلات انتقال بخصوصی مانند معادله بولتزمان و معادلات ناویه-استوکس هستند.

## شکل دیفرانسیلی
شکل دیفرانسیلی معادلهٔ پیوستگی به صورت زیر است:
{\displaystyle {\frac {\partial \rho }{\partial t}}+\nabla \cdot \mathbf {j} =\sigma \,}
که در آن
- ‎∇.‎ نمایانگر دیورژانس
- t نشانگر زمان
- σ نماد تولید q در واحد حجم در واحد زمان (اگر کوچکتر از صفر باشد نقش چاهک و اگر بزرگتر از صفر باشد نقش چشمه را بازی می‌کند)

از این معادلهٔ کلی می‌توان هر معادلهٔ پیوستگی دیگری را بدست آورد. این معاله همچنین حالت کلی‌تر معادله فرارفت است.
اگر q پایسته باشد، σ = 0 خواهد بود.

## حالت انتگرالی
{\displaystyle {\frac {{\rm {d}}q}{{\rm {d}}t}}+}{\displaystyle \scriptstyle S}{\displaystyle \mathbf {j} \cdot {\rm {d}}\mathbf {S} =\Sigma }